# 瑞奇·尼爾森
埃里克·希利亞德·納爾遜（英語：Eric Hilliard Nelson，1940年5月8日—1985年12月31日），藝名瑞奇·尼爾森（英語：Ricky Nelson），是美國的創作歌手、搖滾歌手和音樂家。

## 個人經歷
瑞奇·尼爾森八歲時便和他的家人一同在廣播電台和電視連續劇奧茲和哈里特的歷險記裡参加演出。1957年开始，这位流行的錄音藝術家的演藝事業长久而成功。1959年，作为当时最受欢迎的“青少年偶像”之一，他和約翰·韋恩及迪恩·馬丁出演了霍華·霍克斯導演的美國西部故事電影赤膽屠龍。1958年，《告示牌》新創立了獎項“告示牌百大單曲榜”，尼爾森的《可憐的小傻瓜》便拿下第一個冠軍。1957年至1973年间，他共有53首歌曲登上告示牌百大單曲榜，更有19首歌曲進入到告示牌百大單曲榜的十大熱門單曲中。
1987年1月21日，尼爾森入駐搖滾名人堂。1996年，他在《電視指南雜誌》的“史上最偉大的50位明星”中排名第49位。
尼爾森在1949年開始他了的演藝生涯，首作是在電台情景喜劇連續劇《奧茲和哈里特歷險記》中飾演自己。1952年，他出演了他自己的第一部故事片《尼爾森來到》。1957年，錄製他的第一張單曲，作為電視版的喜劇情景歌手出道，並發行了名為《瑞奇》的第一張專輯。
1958年，尼爾森發行了他的第一首單曲《可憐的小傻瓜》，並於1959年因主演了《里約布拉沃》而被提名为金球獎“最有希望的男演員新人”。随后他亦出演了几部电影。自1966年電視連續劇被取消后，威爾森还会作為明星嘉賓偶爾出現在各式各樣的電視節目中。
尼爾森和克里斯汀·尼爾森於1963年4月20日結婚，並於1982年12月離婚。他們有四個孩子：特雷西·尼爾森，雙胞胎兒子貢納爾·尼爾森和馬修·尼爾森，薩姆希利亞德。

## 外部連結
- Rick/Ricky Nelson's Official Website
- 瑞奇·尼爾森在互联网电影资料库（IMDb）上的資料（英文）
- 瑞奇·尼爾森在Allmusic上的頁面
- Rock and Roll Hall of Fame
- U.S. National Transportation Safety Board Report on plane crash （页面存档备份，存于）
- 在Find a Grave上的瑞奇·尼爾森
- Rockabilly Hall （页面存档备份，存于）
- Ricky Nelson interviewed （页面存档备份，存于） on The Pop Chronicles (recorded 1967-11-17)[永久]
- RCS Artist Discography